# Maximilian Emanuel av Württemberg-Winnental
Maximilian Emanuel, född 27 februari 1689 i Stuttgart, död 25 september 1709 i Dubno, var en tysk prins och volontär i svenska armén under Karl XII och trogen vän till den svenske kungen.
Han var son till Fredrik Karl av Württemberg-Winnental och Eleonore Juliane av Brandenburg-Ansbach År 1703, vid en ålder av 14 år, gick han med i Karl XII:s armé och deltog i den polska kampanjen före slaget vid Pułtusk. Han blev därefter känd som "lillprinsen" inom den svenska armén.
Han deltog även när Thorn och Elbing erövrades, samt tillhörde den främsta linjen när Lemberg stormades. Ofta hamnade han i livsfara, och en gång räddade han Karl XII från att drunkna. Efter freden i Altranstädt 1706 begav han sig hem till Stuttgart, men återkom till Karl XII:s sida redan fem veckor senare. 
Den 18 juni 1708 skadades han i närheten av floden Berezina vid ett försök att med sin egen kropp agera som en sköld för kungen mot kulor, varvid han blev skjuten genom kroppen av en fiendekula. 
Om än ej fullt återställd deltog han kort därpå i slaget vid Holowczyn. Han utnämndes till kapten över Buchwalds dragonregemente, och därpå, under tåget till Ukraina, till överste för detsamma. 
Under slaget vid Poltava stred han tappert på kavalleriets vänsterflygel, men blev till sist kringränd och tillfångatagen av ryssarna. Peter den store lät personligen fria honom strax därpå, varvid han ämnade ta sig hem till Würtemberg. På vägen hem avled han dock av ett feberanfall i närheten av Dubno i Volynien. När prästen frågade honom om han var beredd att dö ska tjuguåringen ha svarat: "Jag dör gärna: allt i denna värld är ju förgängligt och fåfängligt, och det gör ingenting, om man dör några år förr eller senare."
Karl XII sörjde länge förlusten av sin nära och anförtrodde vän. Enligt uppgift av en tysk författare från 1700-talets början skulle "lillprinsen" ha varit påtänkt som make åt Ulrika Eleonora och alltså kunnat bli Karl XII:s efterträdare.
Hans hjärta är begravet i St. Gumbertus kyrka i Ansbach.